# ۳۱۱ (عدد)
۳۱۱ (انگلیسی: 311) یک عدد طبیعی است که پس از ۳۱۰ و پیش از ۳۱۲ قرار دارد. 